# Marché central de Tallinn
Le marché central (en estonien : Keskturg) ou marché central de Tallinn (en estonien : Tallinna keskturg) est un marché à Tallinn en Estonie.

## Présentation
Keskturg est situé dans l’arrondissement de Kesklinn.
Le marché a été fondé en 1947.
À l'époque soviétique, la maison culturelle Tallinn Mererajoon, ou Turku Club, était située dans le marché central.
Au milieu des années 1990, le marché a été privatisé.
Jusqu'en 2019, Keskturg appartenait à Turukartuspe AS, en 2019 le marché a été racheté par Astri Grupp.
Le groupe Astri possède Tartu Lõunakeskus, Pärnu Keskus, Narva Astri Keskus, Fama Keskus et Balti jaama turg.

## Accès
Le marché est desservi par l’arrêt Keskturg de la ligne 2 et de la ligne 4 du tramway de Tallinn.

## Galerie

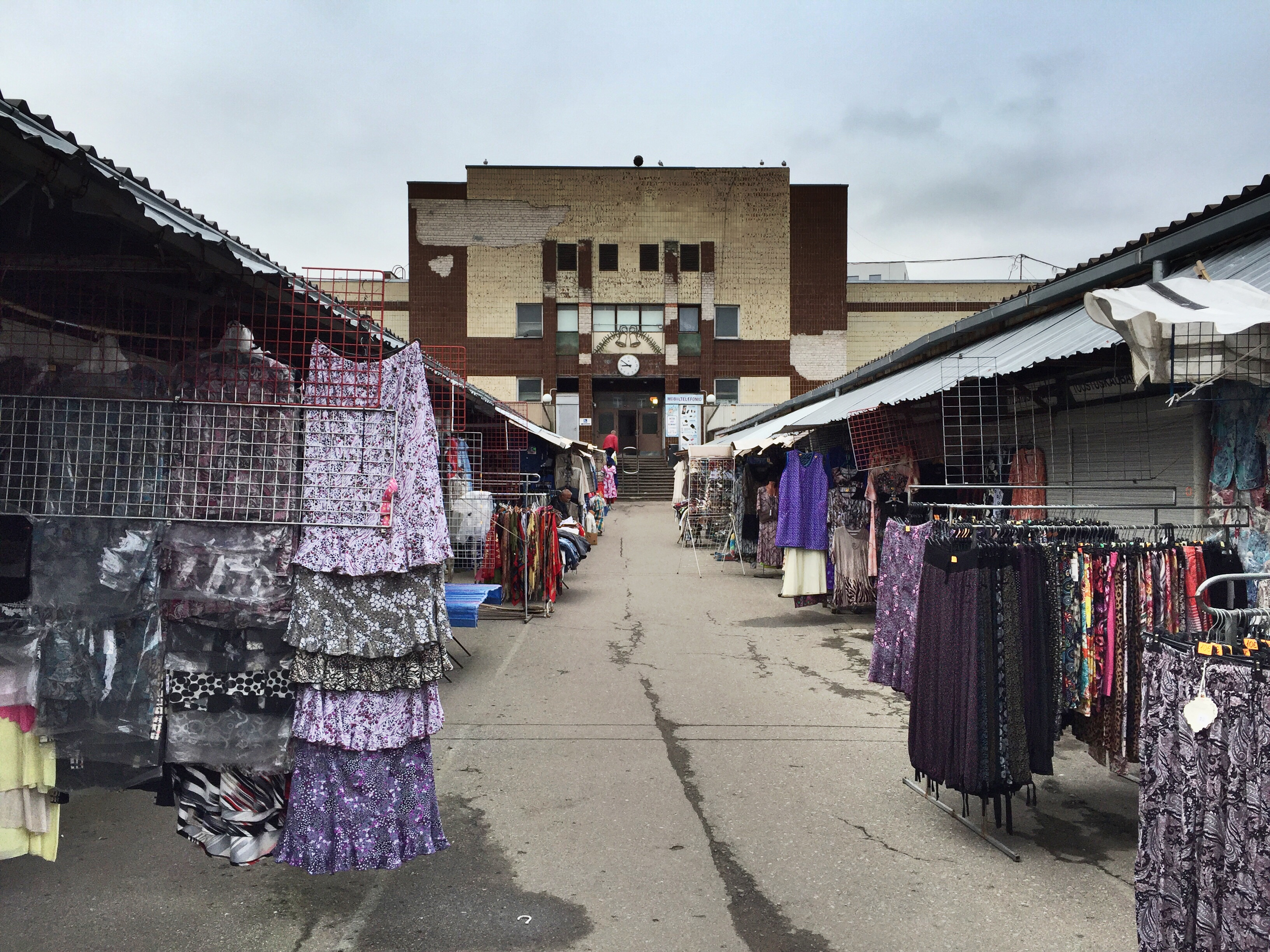
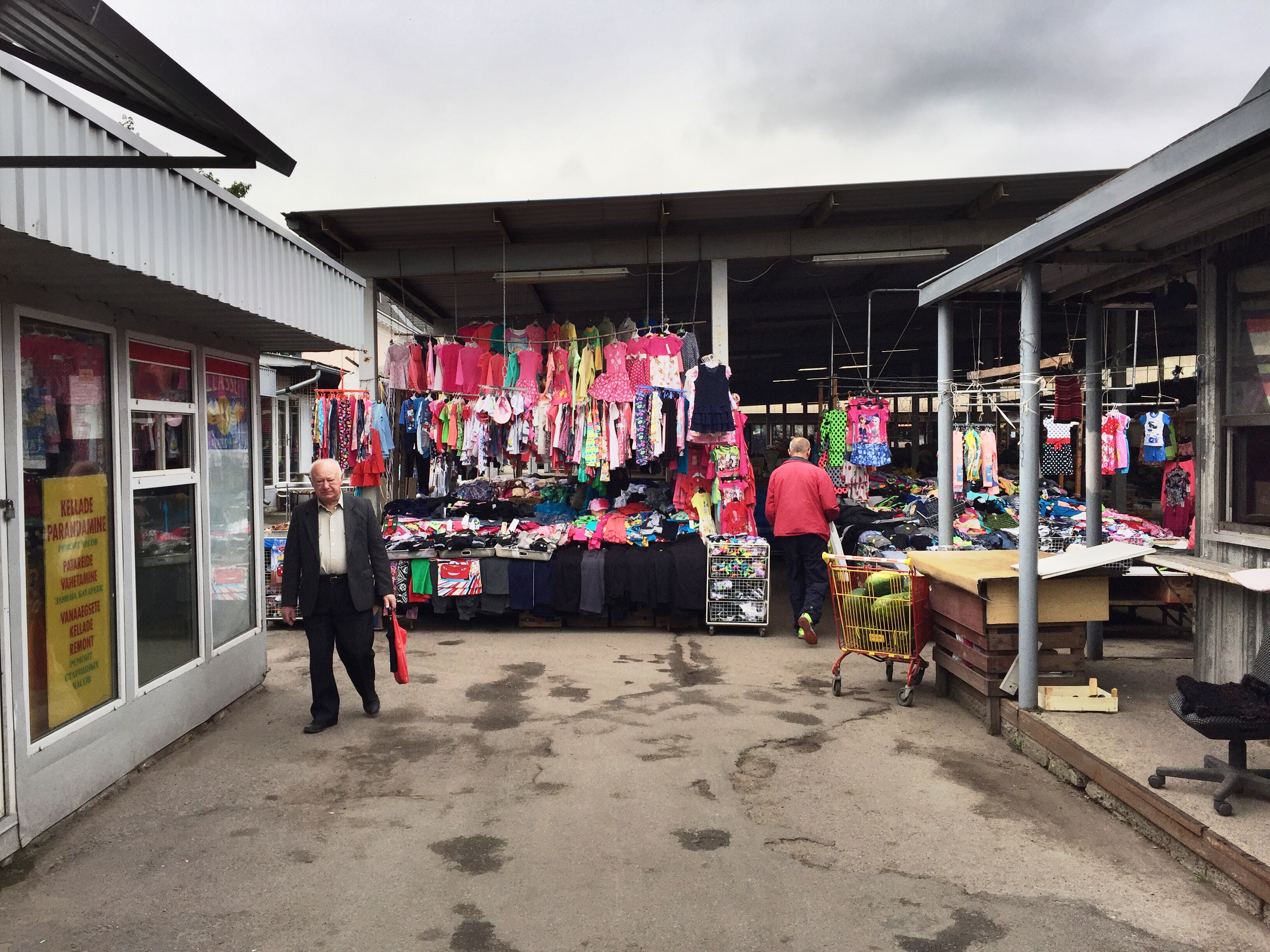
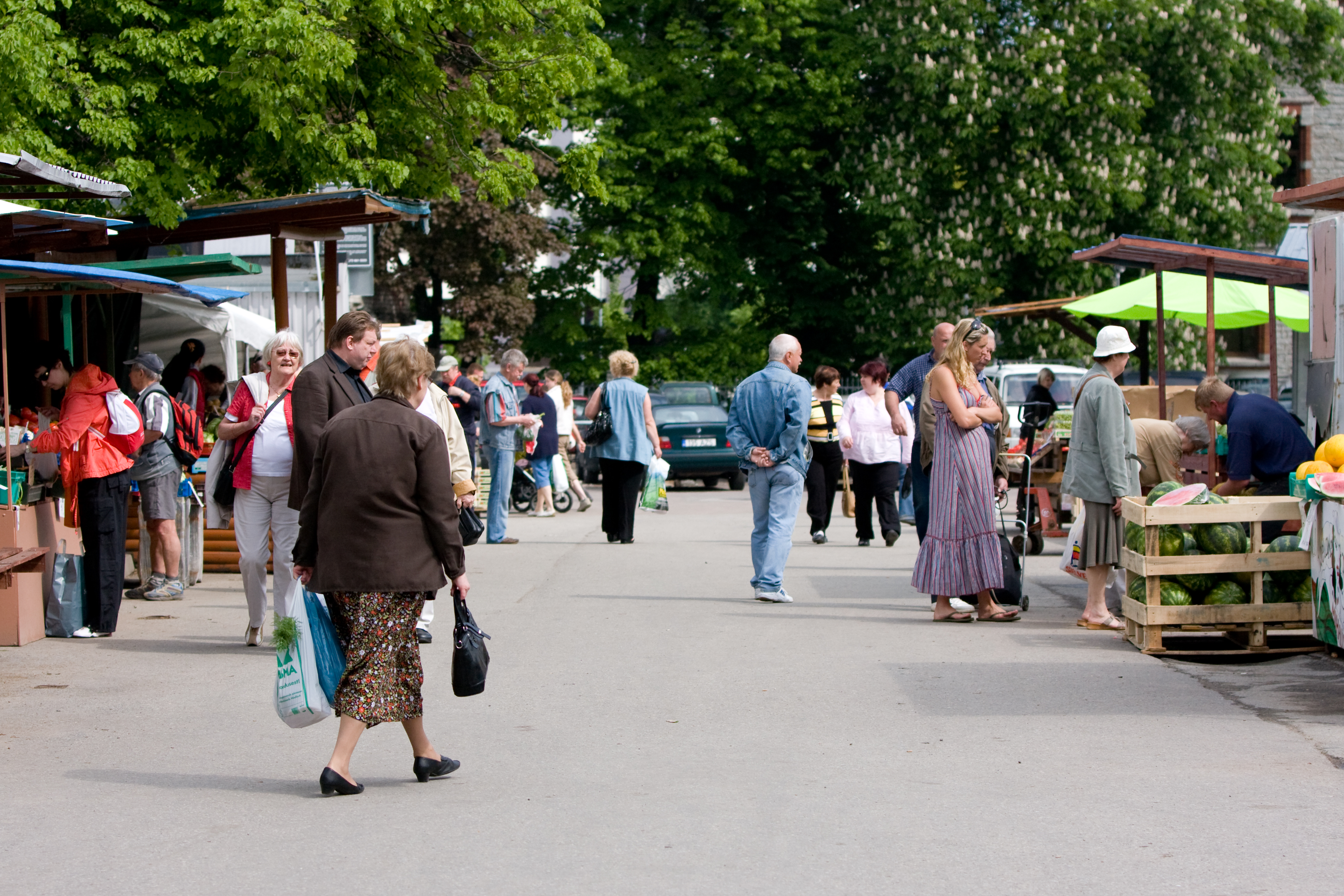